# ميكي غرايمز
ميكي غرايمز (بالإنجليزية: Mickey Grimes)‏ هو عداء سريع أمريكي، ولد في 10 أكتوبر 1976.

## وصلات خارجية
- ميكي غرايمز على موقع الاتحاد الدولي لألعاب القوى (الإنجليزية)